# آبشار مارگون
آبشار مارگون مجموعه‌ای از آبشارها در ایران است که در اردکان، سپیدان در ایران واقع شده‌است.
آبشارمارگون در حقیقت سرچشمه رودخانه است و در بالای کوه هیچ رودخانه‌ای نیست، بلکه از بدنه دیواره صخره‌ای کوه، بیش از چند هزار چشمه وجود دارد که آب از آن‌ها به بیرون ریخته می‌شود. مسیر دسترسی به آبشار تا نزدیکی آبشار ماشین رو بوده و در ادامه مسیری آسان برای پیاده‌روی است. مسیر منتهی به آبشار که از مجاورت روستاهای اطراف می‌گذرد، در فصل زمستان برف گیر بوده و گاهی راه‌های ارتباطی کاملاً قطع می‌شود. رسیدن به این آبشار از استان فارس، شهرستان سپیدان، منطقه مارگون یا از یاسوج، کاکان، منطقه مارگون میسر است.
آبشار مارگون به دلیل بن‌بست بودن و واقع شدن در دره پرشیب، دارای فضای کمی برای نشستن و پارک خودروست که در هنگام ازدیاد گردشگران به ویژه در روزهای تعطیل فصل تابستان، مشکلات ترافیکی زیادی برای گردشگران و روستاییان پدید می‌آید.

## نگارخانه

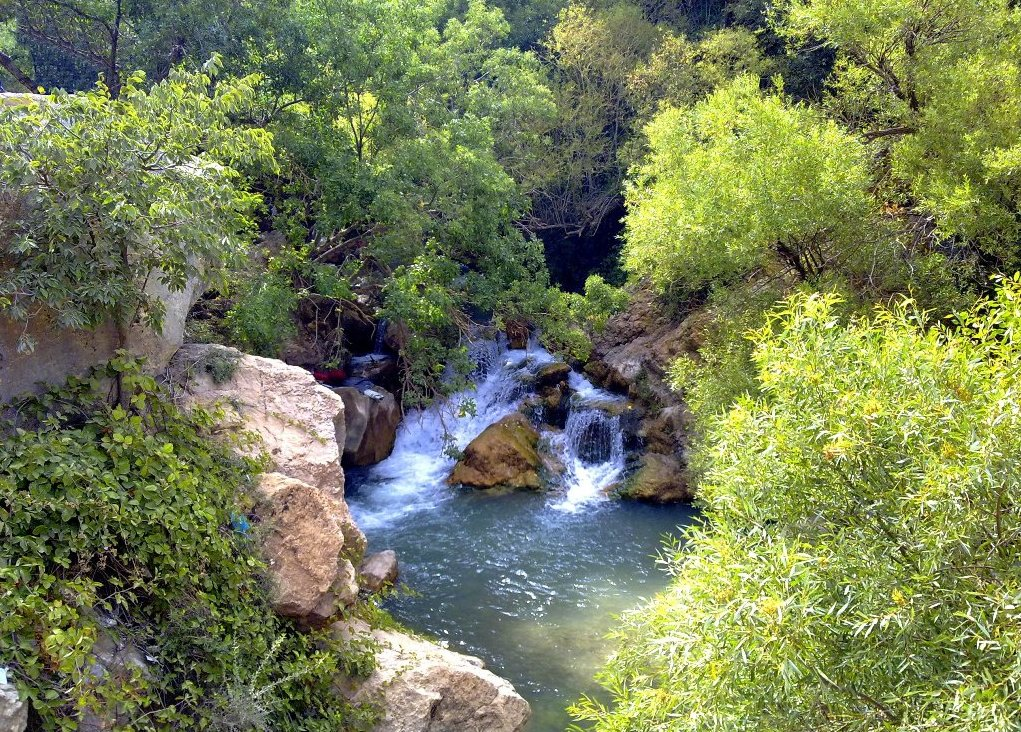
رودخانه‌ای در پای آبشار مارگون
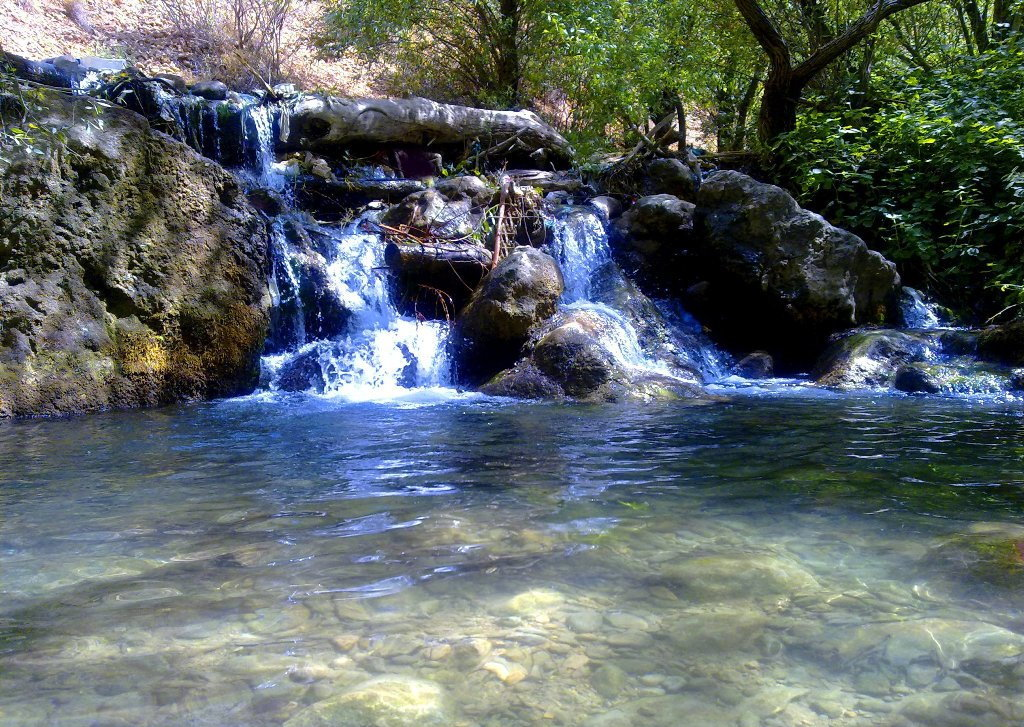
چشمه ساری به وجود آمده از آب ابشار مارگون
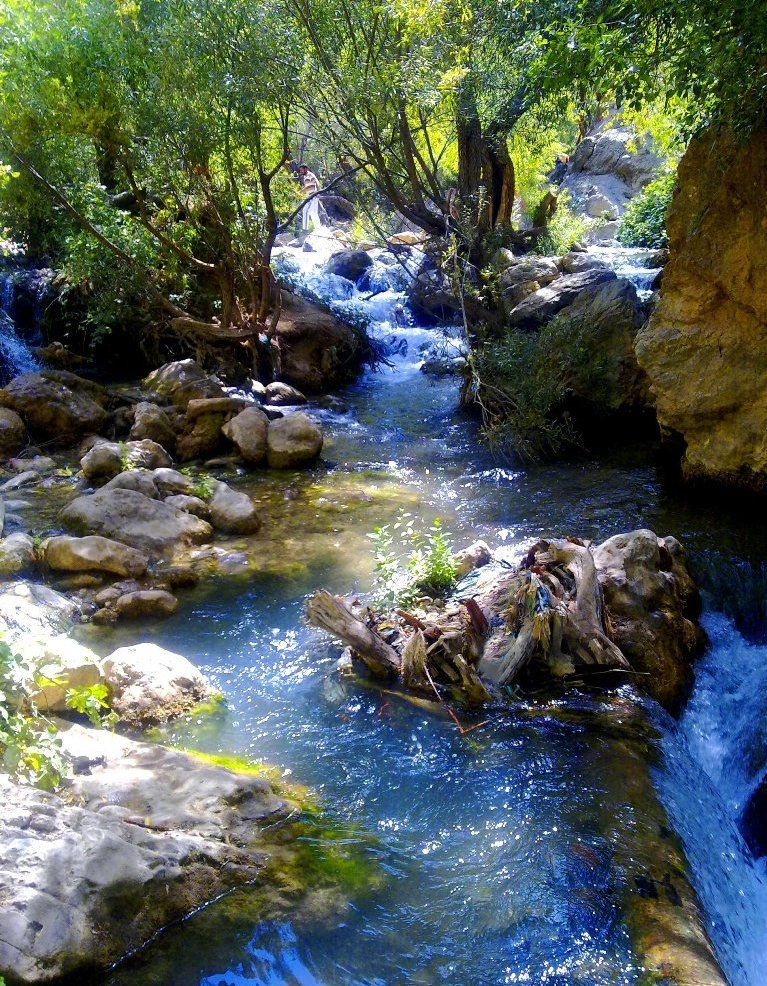
رودخانه‌ای در پای آبشار مارگون
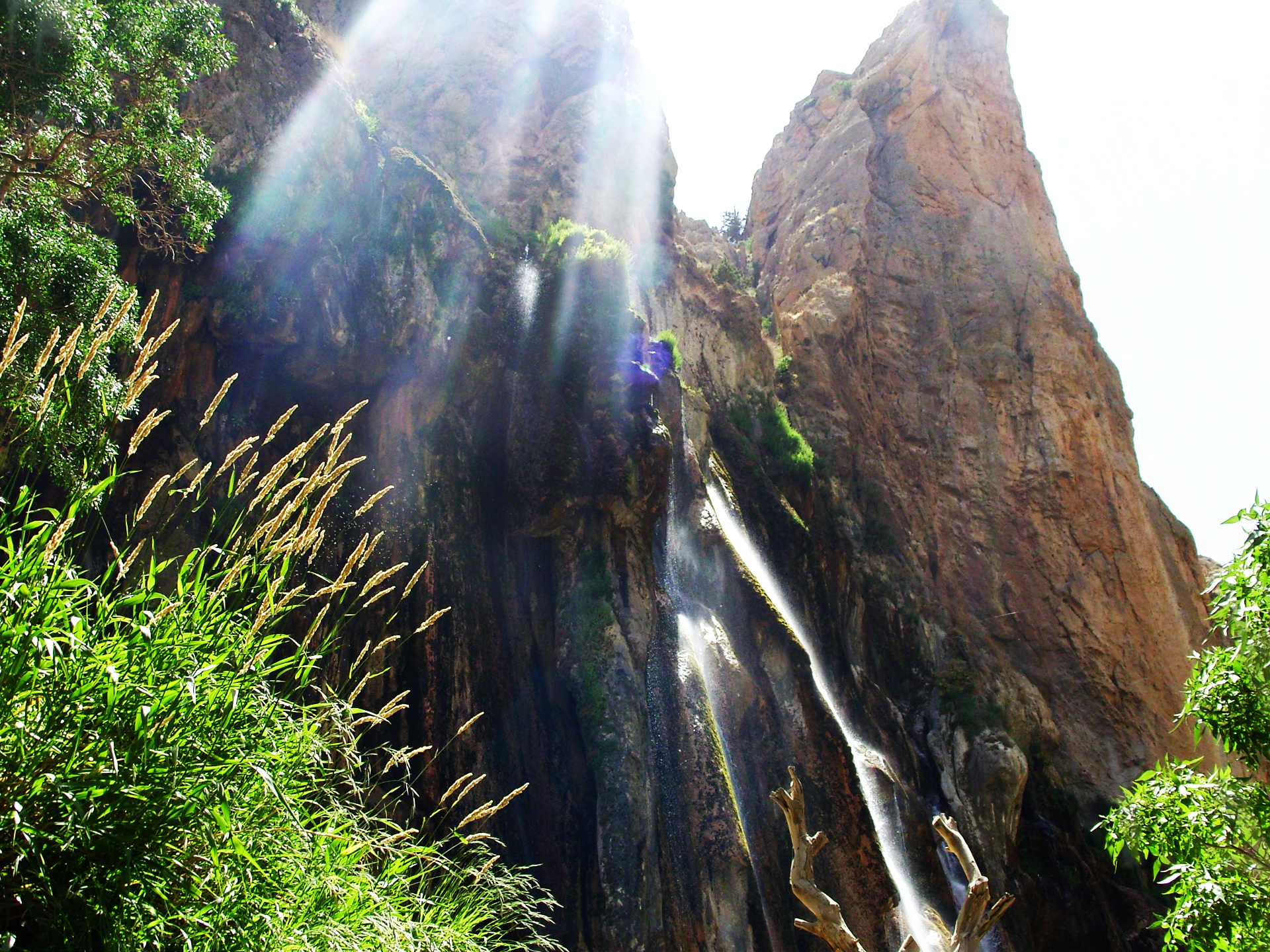
آبشار مارگون
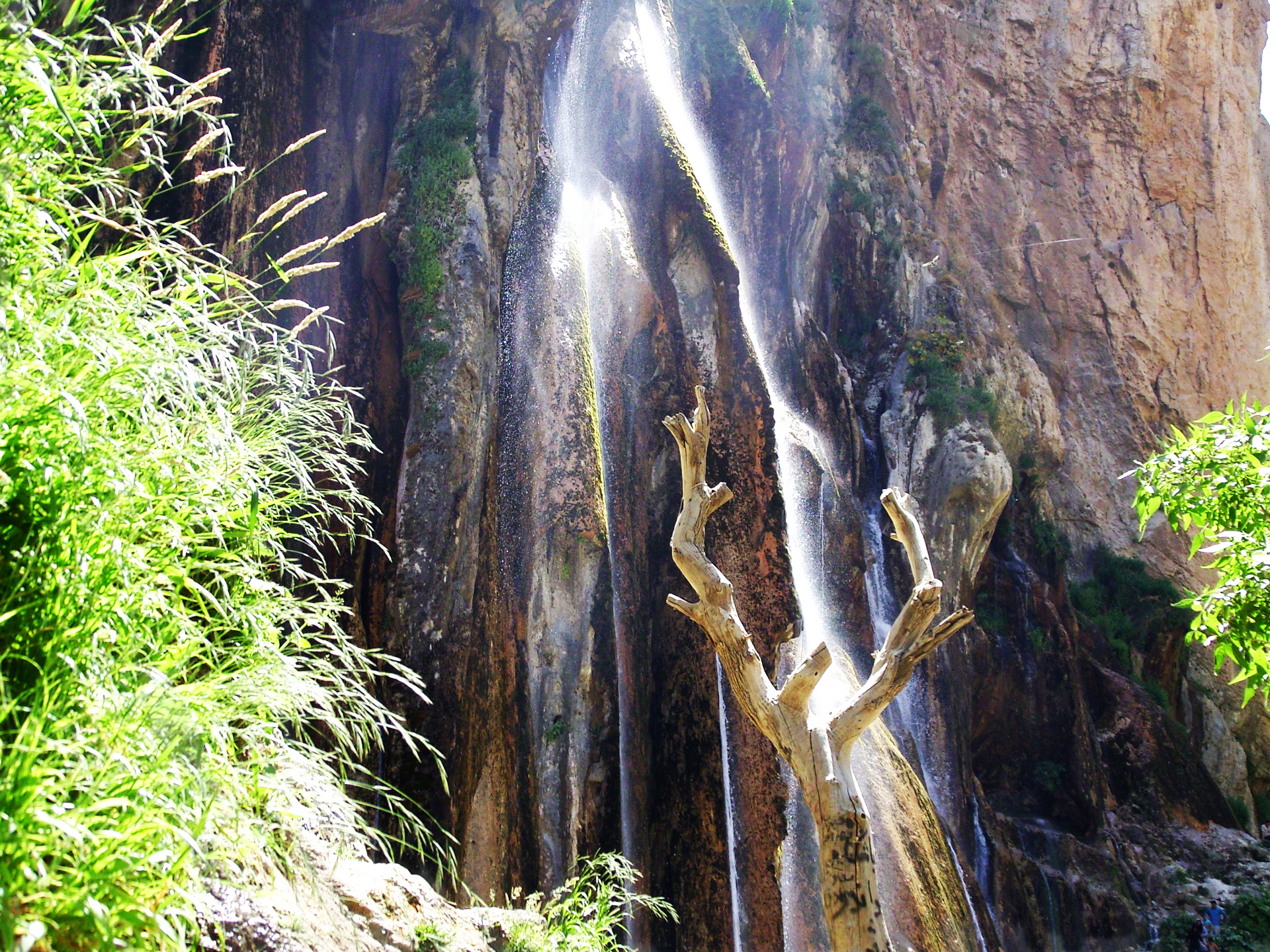
آبشار مارگون
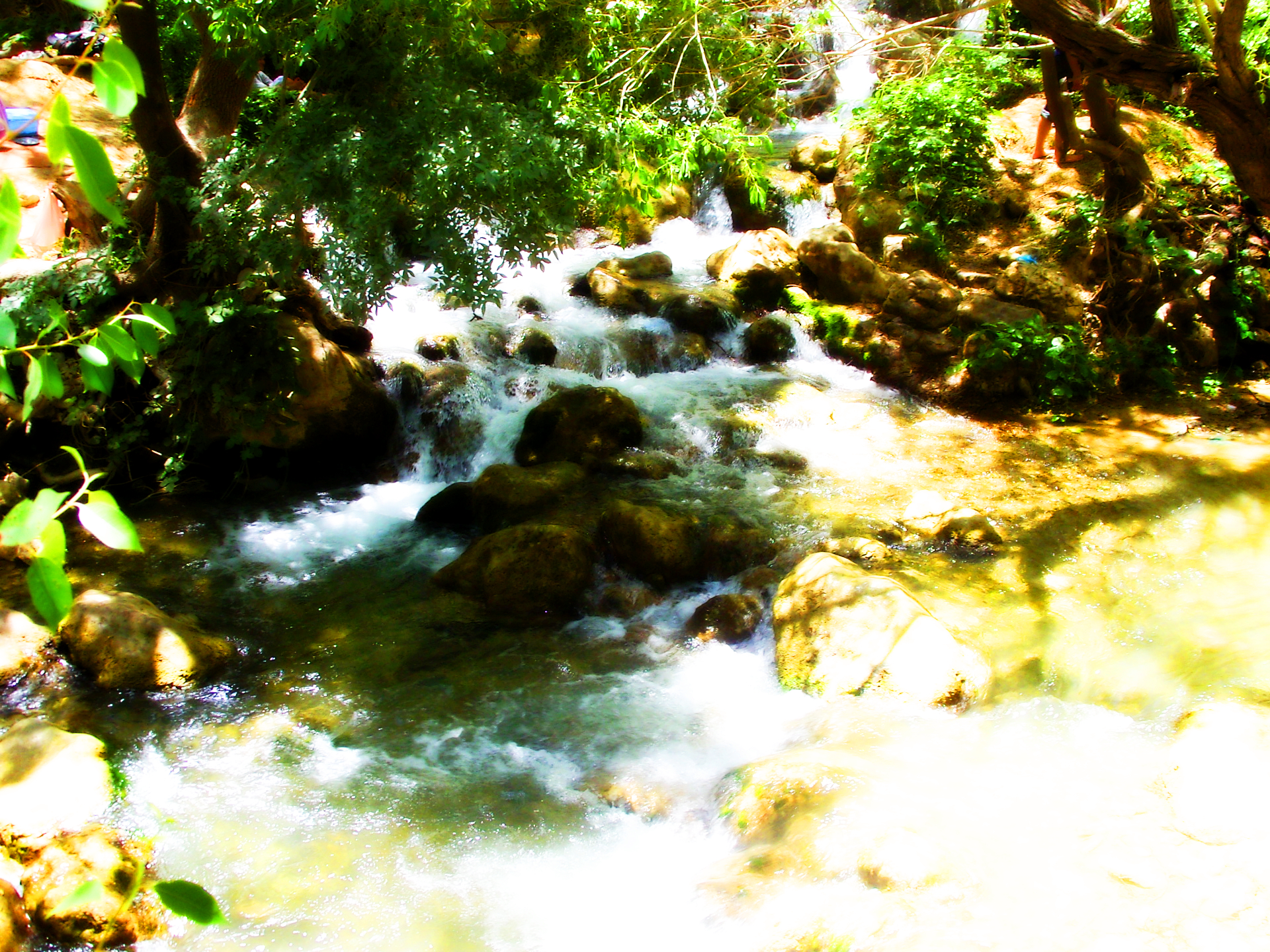
رودخانه‌ای در پای آبشار مارگون
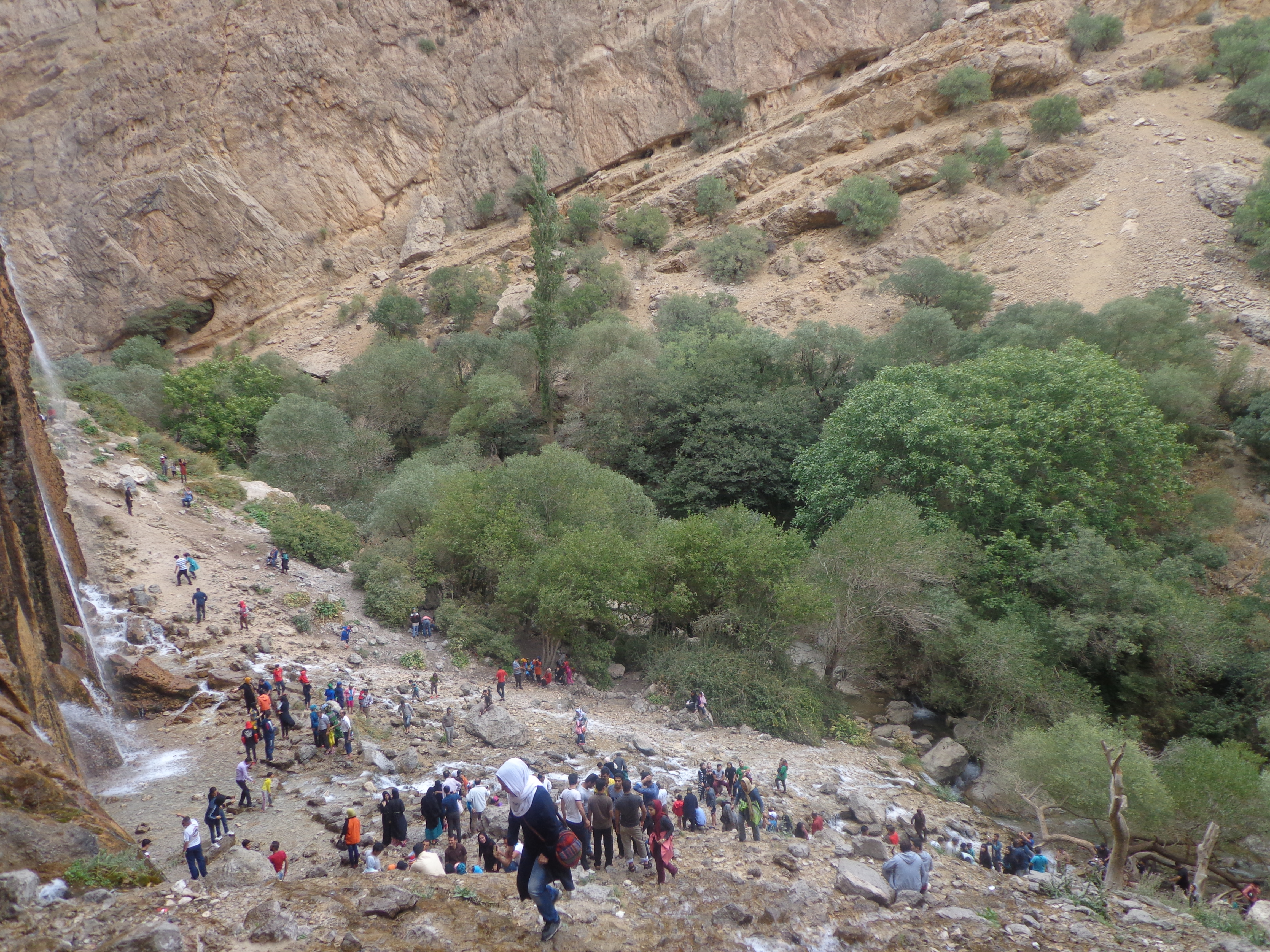
بازدید گردشگران از آبشار مارگون
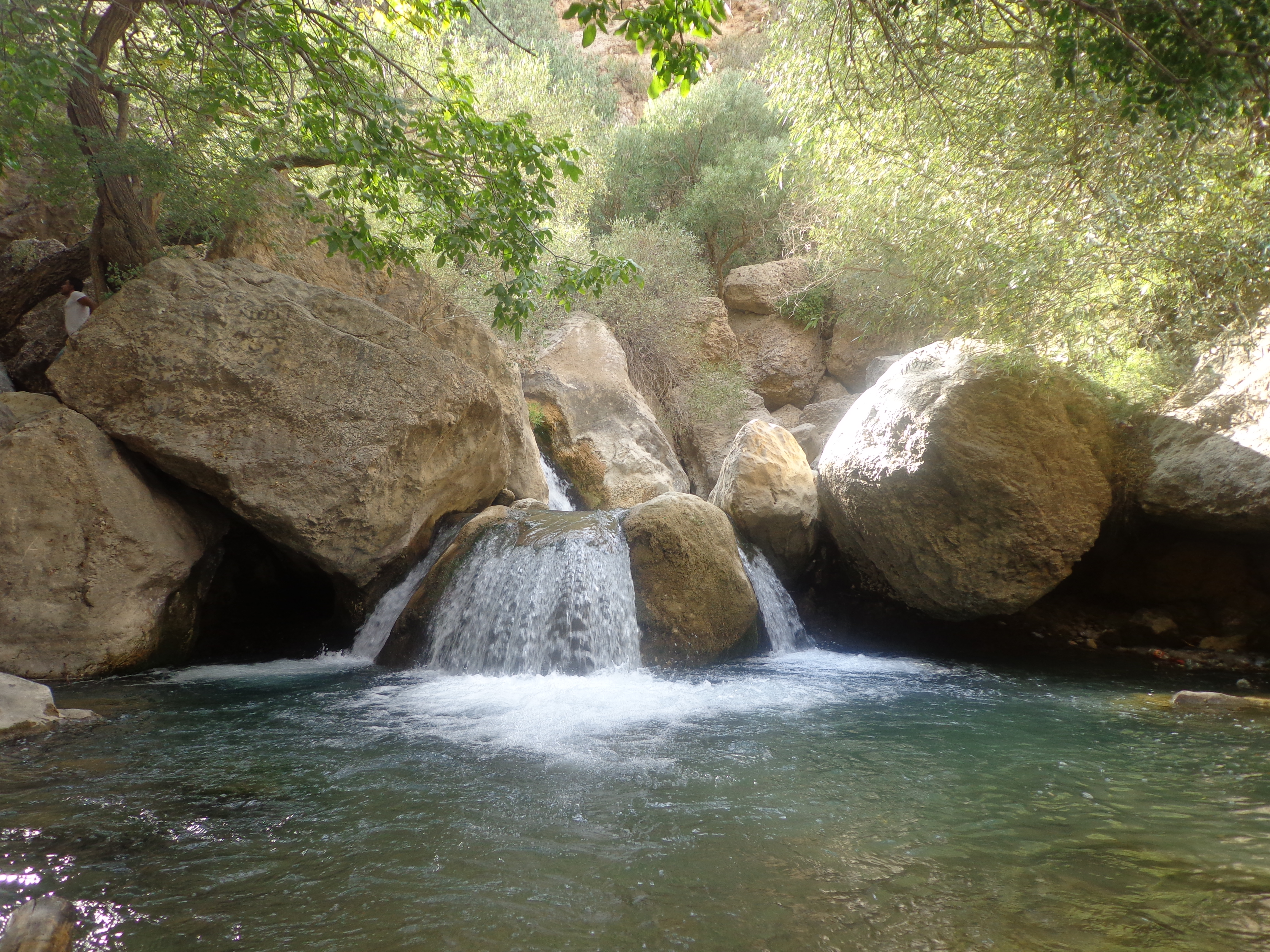
منظره‌ای از رودخانهٔ مارگون